# Königliches Aal-al-Bayt-Institut für islamisches Denken
Das Königliche Aal-al-Bayt-Institut für islamisches Denken (oder Royal Aal al-Bayt Institute for Islamic Thought RABIIT, arabisch مؤسسة آل البيت للفكر الإسلامي, DMG Muʾassasat Āl al-Bait li-l-Fikr al-Islāmī) ist ein internationales islamisches Institut oder eine Denkfabrik mit Hauptsitz in Amman, der Hauptstadt des Königreiches Jordanien.

## Gründung und Leitung
Das Royal Aal al-Bayt Institute for Islamic Thought (RABIIT) bezeichnet sich als islamisches, nichtstaatliches, unabhängiges Institut, gilt jedoch als dem Königshaus nahestehend und bezieht auch Zuwendungen der jordanischen Regierung.
Der Namensbestandteil Ahl al-bait bezeichnet die Familie des Propheten, zu dessen Nachfahren sich das haschemitische Königshaus zählt.
Der verstorbene König Hussein bin Talal gründete das Institut 1980 und betraute Prinz Hassan ibn Talal mit seiner Leitung. Die Leitung ging am 8. August 1999 an Kronprinz Hamza bin Al-Hussein über und dann an Prinz Ghazi bin Muhammad, der der Vorsitzende des Kuratoriums ist.

## Board of Trustees
Das Board of Trustees (Stand: 12. November 2017) setzt sich zusammen aus:
- Prinz Ghazi bin Muhammad, Chefberater des Jordanischen Königs für religiöse und kulturelle Angelegenheiten und Persönlicher Gesandter des Jordanischen Königs, Vorsitzender des Board of Trustees des Royal Aal al-Bayt Institute for Islamic Thought, als Vorsitzenden,

- dem Minister für Awqaf und religiöse Angelegenheiten und Stiftungen, als stellvertretenden Vorsitzenden,

und den weiteren Board-Mitgliedern:
- dem Bildungsminister,
- dem Oberrichter Jordaniens,
- dem Großmufti des Haschemitischen Königreichs Jordanien,
- dem Präsidenten der Universität Al al-Bayt und
- dem Mufti der Royal Jordanian Armed Forces.

## Angeschlossene Organisationen und Projekte
Das Institut begann 2001 das Projekt „altafsir.com“, eine Webseite mit einer Sammlung verschiedener Quellen zur Koranexegese (Tafsīr). Die Webseite ist auf Arabisch und Englisch und bietet frei und kostenlos hunderte Bücher, Korankommentare und Tafsir verschiedener islamischer Rechtsschulen (Madhhab).
Das 2007 gegründete „Royal Islamic Strategic Studies Centre“ (RISSC, Königliche islamische strategische Studienzentrum; Abk. MABDA) ist mit RABIIT verbunden. Seit 2009 veröffentlicht es zusammen mit dem Prince Alwaleed bin Talal Center for Muslim-Christian Understanding in Washington, D.C. jährlich eine Liste der „500 einflussreichsten Muslime“ der Welt.
Die Mitglieder des Instituts treffen sich alle 2–3 Jahre zu einer Konferenz. Die letzte wurde im September 2010 gehalten, mit der Überschrift 'Islam and the Environment'.